# Michele Pittaluga International Classical Guitar Competition
Die Michele Pittaluga International Classical Guitar Competition ist ein jährlich stattfindender Musikwettbewerb für klassische Gitarristen im italienischen Alessandria. Der Wettbewerb wurde 1968 gegründet und hat internationale Bedeutung erlangt. Er wurde 1981 Mitglied der World Federation of International Music Competitions in Genf, 2010 Mitglied der ISPA (International Society for the Performing Arts) in New York City und der UNESCO in Paris. Er ist der älteste internationale Wettbewerb für klassische Gitarre in Italien und einer der ältesten der Welt.

## Gründer
Der Wettbewerb wurde 1968 von dem Musikwissenschaftler Dr. Michele Pittaluga (* 1915; † 1995) als Città di Alessandria International Classical Guitar Competition aus Anlass des 800-jährigen Jubiläums der Stadt gestartet. Er erhielt früh Unterstützung von Andrés Segovia, dem ersten Ehrenpräsidenten. Auf seinen Vorschlag hin wurde Alirio Díaz Vorsitzender der Jury. Diaz nahm diese Aufgabe in den ersten 30 Wettbewerbsjahren wahr und war dann bis zum 40. Wettbewerb als künstlerischer Leiter tätig. Alirio Díaz blieb bis zu seinem Tod 2016 Ehrenpräsident des Wettbewerbs.

## Geschichte
Zu Beginn war die Michele Pittaluga International Classical Guitar Competition allein der Solo-Gitarre gewidmet. Vom 7. bis zum 11. Wettbewerb wurden die Wettbewerbsteilnehmer von Orchester begleitet, das Gitarrenkonzert wurde jedoch nur teilweise aufgeführt. Der Gewinner des Wettbewerbs spielte es vollständig während der Siegerehrung. Ab dem 12. Wettbewerb wurde die Finalrunde mit Klavier begleitet und nur der Sieger spielte das vollständige Konzert mit dem Orchester während der Preisverleihung. Gelegentlich wurde die Orchesterbegleitung durch ein Streichquartett ersetzt. Das Finale umfasst seit 1974 Orchester- oder Kammermusik. Seit 1981 wurde das Programm des Wettbewerbs aufgrund der Richtlinien des WFIMC auf Repertoires mit Orchester oder Streichquartett erweitert.
Vom Gründungsjahr an bis 1996 bestand die Michele Pittaluga International Classical Guitar Competition aus zwei Wettbewerbsrunden: einer Qualifikationsrunde und einer Finalrunde. Seit dem 30. Wettbewerb werden drei Runden durchgeführt: Vorrunde, Halbfinale und Finale.
Nach dem Tod von Dr. Michele Pittaluga im Juni 1995 wurde der Name des Wettbewerbs in Michele Pittaluga International Guitar Competition – Premio Citta di Alessandria geändert und ab dann vom Organisationskomitee der Classical Guitar Competition „Michele Pittaluga“ (Comitato Promotore del Concorso di Chitarra Classica „Michele Pittaluga“) organisiert. Seitdem führen Michelle Pittalugas drei Kinder Maria Luisa, Micaela und Marcello Pittaluga den Wettbewerb. Micaela Pittaluga übernahm die Leitung des Organisationskomitees und die Präsidentschaft des Wettbewerbs und Marcello Pittaluga wurde der ständige Sekretär der Jury. Im selben Jahr wurde der Wettbewerb unter die Schirmherrschaft des Präsidenten der Republik Italien und unter die Schirmherrschaft der italienischen UNESCO-Kommission gestellt.
Die Höhe des Preisgeldes ist im Laufe der Jahre von 500.000 italienischen Lire auf 10.000 Euro gestiegen. Ein Plattenvertrag mit Naxos Records und eine Konzerttournee wurden wiederkehrende Bestandteile des Preises. Die goldene Medaille des Präsidenten der Italienischen Republik wird seit 1997 verliehen.

## Verbundene Wettbewerbe
1997 wurde ein zusätzlicher Wettbewerb ins Leben gerufen, die International Composition Competition for Classical Guitar „Michele Pittaluga“ mit der Idee das Repertoire zeitgenössischer Gitarrenkompositionen zu erweitern. Und 2014 wurde die International Junior Talents Competition „Pittaluga Junior“ gegründet.

## International Classical Guitar Competition „Michele Pittaluga - Premio Città di Alessandria“

### Regeln
- Die internationale Jury besteht aus mindestens sieben Mitgliedern verschiedener Nationalitäten, die in der Musikwelt einen guten Ruf haben.
- Vertreter des italienischen Kulturministeriums (MBC), des italienischen Ministeriums für Bildung, Universität und Forschung (MIUR) und der WFIMC in Genf dürfen die Jury unterstützen, ohne an der Abstimmung teilzunehmen.
- Der erste Preis kann nicht geteilt werden. In besonderen Fällen kann die Internationale Jury verbleibende Preise zu gleichen Teilen vergeben.
- Der Wettbewerb besteht aus drei Runden, von denen jede öffentlich ist.
- Die Endrunde wird mit Orchester oder Streichquartett gespielt.
- Alle Kompositionen müssen aus dem Gedächtnis gespielt werden.
- Solisten aller Nationalitäten sind zum Wettbewerb zugelassen, sofern sie nicht älter als 33 Jahre sind.
- Sieger vorangegangener Wettbewerbe dürfen nicht mehr teilnehmen.

### Gewinner
| Wettbewerb | Erster Preis                                  | Zweiter Preis                                 | Dritter Preis                                                | Jahr |
| ---------- | --------------------------------------------- | --------------------------------------------- | ------------------------------------------------------------ | ---- |
| 55         | Japan Io Yamada                               | Spanien Ausias Parejo                         | Volksrepublik China Mu Huaicong                              | 2023 |
| 54         | Russland Vera Danilina                        | Spanien Ausias Parejo                         | Polen Katarzina Smolarek                                     | 2022 |
| 53         | Nicht vergeben                                | Japan Yuki Saito                              | Russland Sergei Perelekhov                                   | 2021 |
| 52         | Nicht vergeben                                | Australien Jesse Flowers                      | Ungarn Sidoo Zsombor                                         | 2019 |
| 51         | Serbien Vojin Kocic                           | Polen Katarzyna Smolarek                      | Polen Daniel Egielman                                        | 2018 |
| 50         | Ukraine Marko Topchii                         | Südkorea Ji Hyung Park                        | Italien Giulia Ballarè                                       | 2017 |
| 49         | Nicht vergeben                                | Italien Andrea De Vitis                       | Ukraine Marko Topchii                                        | 2016 |
| 48         | Russland Rovshan Mamedkuliev                  | Italien Andrea De Vitis                       | Polen Daniel Egielman                                        | 2015 |
| 47         | Türkei Eren Süalp                             | Polen Daniel Egielman                         | Italien Gian Marco Ciampa                                    | 2014 |
| 46         | Italien Emanuele Buono                        | Thailand Ekachai Jearakul                     | Russland Anton Baranov                                       | 2013 |
| 45         | Frankreich Lazhar Cherouana                   | Thailand Ekachai Jearakul                     | Belarus Pavel Kukhta                                         | 2012 |
| 44         | Mexiko Cecilio Perera                         | Südkorea Kyuhee Park                          | Venezuela Jonathan Bolivar                                   | 2011 |
| 43         | Spanien Anabel Montesinos                     | Kroatien Srdjan Bulat                         | Südkorea Kyuhee Park                                         | 2010 |
| 42         | Ungarn András Csáki                           | Südkorea Kyuhee Park                          | Frankreich Thomas Viloteau                                   | 2009 |
| 41         | Russland Irina Kulikova                       | Finnland Juuso Nieminen                       | Kroatien Srdjan Bulat                                        | 2008 |
| 40         | Kroatien Petrit Ceku                          | Russland Dimitri Illarionov                   | Russland Irina Kulikova                                      | 2007 |
| 39         | Russland Artyom Dervoed                       | Spanien Anabel Montesinos                     | Mexiko Pablo Garibay                                         | 2006 |
| 38         | Niederlande Marlon Titre                      | Ungarn András Csáki                           | Spanien Anabel Montesinos                                    | 2005 |
| 37         | Italien Adriano Del Sal                       | Spanien Anabel Montesinos                     | Nicht vergeben                                               | 2004 |
| 36         | Italien Flavio Sala                           | Finnland Juuso Nieminen                       | Chile Antonio Escobar                                        | 2003 |
| 35         | Nicht vergeben                                | Italien Christian Saggese                     | Ukraine Roman Viazovskiy                                     | 2002 |
| 34         | Polen Marcin Dylla                            | Ukraine Roman Viazovskiy                      | Vereinigtes Königreich Graham Anthony Devine                 | 2001 |
| 33         | Montenegro Goran Krivokapić                   | Italien Giulio Tampalini                      | Japan Hajime Nakamura                                        | 2000 |
| 32         | Kuba Marco Tamayo                             | Montenegro Goran Krivokapić                   | Kroatien Ana Vidović                                         | 1999 |
| 31         | Frankreich Gaëlle Solal                       | Nicht vergeben                                | Vereinigtes Königreich Mark Ashford Italien Massimo Felici   | 1998 |
| 30         | Italien Lorenzo Micheli                       | Polen Marcin Dylla                            | Japan Reiko Sawada                                           | 1997 |
| 29         | Spanien Francisco Bernier                     | Italien Vincenzo Zecca                        | Schweiz Andre Fischer Kanada Gordon O’Brien                  | 1996 |
| 28         | Italien Filomena Moretti                      | Volksrepublik China Wang Yameng               | Italien Sara Gianfelici                                      | 1995 |
| 27         | Italien Federico Briasco                      | Italien Sante Tursi Italien Leopoldo Saracino | Griechenland Dimitrios Dimakopoulos Deutschland Franz Halasz | 1994 |
| 26         | Japan Daisuke Suzuki                          | Italien Salvatore Falcone                     | Deutschland Stefan Jenzer                                    | 1993 |
| 25         | Italien Edoardo Catemario                     | Italien Monica Paolini                        | Italien Massimo Felici                                       | 1992 |
| 24         | Bulgarien George Vassilev                     | Italien Paolo Bersano                         | Venezuela Angel Pedro                                        | 1991 |
| 23         | Nicht vergeben                                | Italien Gianluca Di Cesare                    | Ungarn Pal Paulikovic Italien Edoardo Marchese               | 1990 |
| 22         | Kanada Remi Boucher                           | Italien Stefano Raponi                        | Frankreich Francis Laurent                                   | 1989 |
| 21         | Brasilien Fábio Zanon                         | Italien Stefano Raponi                        | Spanien Maria Esther Guzmán Blanco                           | 1988 |
| 20         | Italien Arturo Tallini                        | Schweden Per Skareng                          | Italien Roberto Lambo                                        | 1987 |
| 19         | Italien Giuseppe Carrer Italien Massimo Laura | Nicht vergeben                                | Frankreich Guy Delhommeau Italien Francesco Sorti            | 1986 |
| 18         | Griechenland Elena Papandreou                 | Italien Lucio Dosso                           | Italien Marco Carnicelli                                     | 1985 |
| 17         | Mexiko Rafael Jimenez Rojas                   | Argentinien Edoardo Castanera                 | Italien Marco Carnicelli                                     | 1984 |
| 16         | Italien Francesco Moccia                      | Italien Elena Casoli                          | Kuba Aldo Rodriguez Delgado                                  | 1983 |
| 15         | Nicht vergeben                                | Italien Davide Ficco                          | Spanien Gabriel Garcia-Santos                                | 1982 |
| 14         | Italien Leonardo De Angelis                   | Frankreich Frédéric Zigante                   | Frankreich Gilbert Clamens                                   | 1981 |
| 13         | Nicht vergeben                                | Italien Stefano Cardi                         | Italien Stefano Viola                                        | 1980 |
| 12         | Deutschland Jurgen Schöllman                  | Italien Flavio Cucchi                         | Frankreich Roland Dyens                                      | 1979 |
| 11         | Italien Stefano Grondona                      | Italien Claudio Passarotti                    | Italien Piero Bonaguri                                       | 1978 |
| 10         | Japan Kazuhito Yamashita                      | Italien Domenico Salvati                      | Japan Ryuhei Kabayashi                                       | 1977 |
| 9          | Japan Asamu Yamaguchi                         | Finnland Jukka Savijoki                       | Italien Domenico Salvati                                     | 1976 |
| 8          | Nicht vergeben                                | Italien Domenico Salvati                      | Nicht vergeben                                               | 1975 |
| 7          | Vereinigtes Königreich Grice Cheril Lesley    | Griechenland Constantin Cotsiolis             | Nicht vergeben                                               | 1974 |
| 6          | Nicht vergeben                                | Griechenland Constantin Cotsiolis             | Italien Maurizio Colonna                                     | 1973 |
| 5          | Schweiz Walter Feybli                         | Spanien Andrés Martì                          | Australien John Clark                                        | 1972 |
| 4          | Argentinien Guillermo Fierens                 | Vereinigte Staaten Peter Segal                | Spanien Andrés Martì                                         | 1971 |
| 3          | Nicht vergeben                                | Italien Giorgio Oltremari                     | Spanien Miguel Barberà                                       | 1970 |
| 2          | Uruguay Betho Davezac                         | Nicht vergeben                                | Italien Linda Calsolaro                                      | 1969 |
| 1          | Nicht vergeben                                | Österreich Leo Witoszynskyj                   | Tschechoslowakei Alois Mensik                                | 1968 |

### Jury
| Wettbewerb | Vorsitz                                                                   | Mitglieder | Sekretariat                | Jahr |
| ---------- | ------------------------------------------------------------------------- | --- | -------------------------- | ---- |
| 51         |                                                                           | |                            | 2018 |
| 50         | Italien Carlo Marchione                                                   | Italien Micaela Pittaluga, Volksrepublik China Qing He, Israel Doron Salomon, Spanien Guillem Pérez-Quer, Deutschland Franz Halasz, Kuba Marco Diaz Tamayo                                                        | Italien Marcello Pittaluga | 2017 |
| 49         | Vereinigte Staaten Ricardo Iznaola Venezuela Alirio Díaz                  | Italien Micaela Pittaluga, Volksrepublik China Xu Bao, Paraguay Berta Rojas, Spanien Ignacio Rodes, Belgien Hugues Navez, Italien Luigi Attademo                                                                  | Italien Marcello Pittaluga | 2016 |
| 48         | Spanien Augustin Léon Ara Venezuela Alirio Díaz                           | Italien Micaela Pittaluga, Vereinigtes Königreich Michael McMeeken, Frankreich Tania Chagnot, Ungarn András Csáki, Japan Ichiro Suzuki, Italien Aniello Desiderio                                                 | Italien Marcello Pittaluga | 2015 |
| 47         | Australien Anna Reid Venezuela Alirio Díaz                                | Italien Micaela Pittaluga, Spanien Francisco Bernier, Spanien Guillem Pérez-Quer, Deutschland Kurt Hiesl, Griechenland Eleftheria Kotzia, Italien Massimo Delle Cese                                              | Italien Marcello Pittaluga | 2014 |
| 46         | Spanien Antón García Abril Venezuela Alirio Díaz                          | Italien Micaela Pittaluga, Vereinigte Staaten Michael Andriaccio, Vereinigte Staaten Joanne Castellani, Frankreich Bernard Maillot, Uruguay Eduardo Fernández, Italien Lorenzo Micheli                            | Italien Marcello Pittaluga | 2013 |
| 45         | Frankreich Frédéric Zigante Venezuela Alirio Díaz                         | Italien Micaela Pittaluga, Norwegen Stein-Erik Olsen, Vereinigte Staaten Thomas Heck, Frankreich Bernard Maillot, Venezuela Alfonso Montes, Italien Paolo Ferrara                                                 | Italien Marcello Pittaluga | 2012 |
| 44         | Vereinigte Staaten Laura Oltman Venezuela Alirio Díaz                     | Italien Micaela Pittaluga Kanada Norbert Kraft, Vereinigte Staaten Michael Newman, Deutschland Thomas Müller-Pering, Japan Shin’ichi Fukuda, Italien Andrea Morricone, Italien Massimo Felici                     | Italien Marcello Pittaluga | 2011 |
| 43         | Argentinien María Isabel Siewers Venezuela Alirio Díaz                    | Italien Micaela Pittaluga, Vereinigtes Königreich Michael McMeeken, Vereinigte Staaten Martha Masters, Ungarn József Eötvös, Georgien Manana Doijashvili, Italien Aniello Desiderio                               | Italien Marcello Pittaluga | 2010 |
| 42         | Spanien Alberto Ponce Venezuela Alirio Díaz                               | Italien Micaela Pittaluga, Polen Marcin Dylla, Frankreich Tania Chagnot, Kroatien Darko Petrinjak, Finnland Jukka Savijoki, Italien Elena Zaniboni                                                                | Italien Marcello Pittaluga | 2009 |
| 41         | Schweden Jakob Lindberg Venezuela Alirio Díaz                             | Italien Micaela Pittaluga, Norwegen Erik Stenstadvold, Vereinigte Staaten Joanne Castellani, Brasilien Fábio Zanon, Frankreich Éric Pénicaud, Italien Lorenzo Micheli                                             | Italien Marcello Pittaluga | 2008 |
| 40         | Kuba Antonio Biki Rodriguez Venezuela Alirio Díaz                         | Italien Micaela Pittaluga, Vereinigtes Königreich Colin Cooper, Israel Matanya Ophee, Lettland Sulamita Aronovsky, Tschechien Pavel Steidl, Kuba Marco Diaz Tamayo, Italien Nuccio D’Angelo                       | Italien Marcello Pittaluga | 2007 |
| 39         | Vereinigte Staaten Marlaena Kessick Venezuela Alirio Díaz                 | Italien Micaela Pittaluga, Kanada Norbert Kraft, Kroatien Zoran Dukić, Spanien Ricardo Gallén, Venezuela Jhibaro Rodriguez, Italien Leonardo De Angelis                                                           | Italien Marcello Pittaluga | 2006 |
| 38         | Kanada Eli Kassner Venezuela Alirio Díaz                                  | Italien Micaela Puerto Rico Ernesto Cordero, Frankreich Danielle Ribouillault, Argentinien Omar Cyrulnik, Uruguay Eduardo Fernández, Japan Ichiro Suzuki, Italien Oscar Ghiglia                                   | Italien Marcello Pittaluga | 2005 |
| 37         | Argentinien Ernesto Bitetti Venezuela Alirio Díaz                         | Italien Micaela Pittaluga, Polen Krzysztof Petech, Vereinigtes Königreich Carlos Bonell, Frankreich Olivier Chassain, Griechenland Evangelos Boudounis, Italien Carlo Marchione                                   | Italien Marcello Pittaluga | 2004 |
| 36         | Spanien Ichiro Suzuki Venezuela Alirio Díaz                               | Italien Micaela Pittaluga, Vereinigte Staaten Alice Artzt, Vereinigte Staaten David Tanenbaum, Mexiko Corazón Otero, Deutschland Tilman Hoppstock, Italien Giuseppe Briasco, Italien Lucio Matarazzo              | Italien Marcello Pittaluga | 2003 |
| 35         | Spanien Alberto Ponce Venezuela Alirio Díaz                               | Italien Micaela Pittaluga, Polen Wanda Palacz, Österreich Leo Witoszynskyj, Brasilien Carlos Barbosa-Lima, Uruguay Eduardo Fernández, Kuba Marco Diaz Tamayo, Italien Paolo Pegoraro                              | Italien Marcello Pittaluga | 2002 |
| 34         | Italien Giorgio Vidusso Venezuela Alirio Díaz                             | Italien Micaela Pittaluga, Kanada Rémi Boucher, Vereinigte Staaten Eliot Fisk, Spanien Cecilia Rodrigo, Tschechien Vladimír Mikulka, Deutschland Hubert Käppel, Italien Oscar Ghiglia                             | Italien Marcello Pittaluga | 2001 |
| 33         | Vereinigte Staaten Ron Purcell Venezuela Alirio Díaz                      | Italien Micaela Pittaluga, Schweden Magnus Andersson, Italien Angelo Gilardino, Argentinien Roberto Aussel, Deutschland Sonja Prunnbauer, Japan Shin’ichi Fukuda                                                  | Italien Marcello Pittaluga | 2000 |
| 32         | Niederlande Carel Harms Venezuela Alirio Díaz Frankreich Alexandre Lagoya | Italien Micaela Pittaluga, Kanada Rémi Boucher, Vereinigte Staaten Penny Phillips, Brasilien Marlos Nobre, Belgien Rafael Iturri, Deutschland Franz Halasz                                                        | Italien Marcello Pittaluga | 1999 |
| 31         | Spanien Ignacio Yepes Venezuela Alirio Díaz                               | Italien Micaela Pittaluga, Vereinigte Staaten Dušan Bogdanović, Vereinigte Staaten Salvatore Cosentino, Spanien Ismael Barambio, Belgien Godelieve Monden, Italien Oscar Ghiglia                                  | Italien Marcello Pittaluga | 1998 |
| 30         | Venezuela Alirio Díaz                                                     | Italien Micaela Pittaluga, Schweiz Walter Feybli, Italien Arturo Tallini, Chile Eulogio Dávalos Llanos, Griechenland Elena Papandreou, Deutschland Peter Päffgen                                                  | Italien Marcello Pittaluga | 1997 |
| 29         | Venezuela Alirio Díaz                                                     | Italien Micaela Pittaluga, Volksrepublik China Chen Zhi, Italien Federico Ermirio, Argentinien Guillermo Fierens, Uruguay Betho Davezac, Frankreich Danielle Ribouillault                                         | Italien Marcello Pittaluga | 1996 |
| 28         | Venezuela Alirio Díaz                                                     | Italien Guido Margaria, Vereinigtes Königreich Colin Cooper, Italien Federico Ermirio, Argentinien Alvaro Company, Griechenland Lena Kokkaliari, Frankreich Frédéric Zigante                                      | Italien Marcello Pittaluga | 1995 |
| 27         | Venezuela Alirio Díaz                                                     | Italien Michele Pittaluga, Frankreich Robert J. Vidal, Italien Federico Ermirio, Argentinien Guillermo Fierens, Italien Francesco Rizzoli, Frankreich Frédéric Zigante                                            | Italien Alberto Scaglia    | 1994 |
| 26         | Venezuela Alirio Díaz                                                     | Italien Michele Pittaluga, Frankreich Robert J. Vidal, Italien Federico Ermirio, Argentinien Graciela Pomponio, Griechenland Gerassimos Miliaresis, Italien Carlo Ghersi                                          |                            | 1993 |
| 25         | Venezuela Alirio Díaz                                                     | Italien Michele Pittaluga, Frankreich Robert J. Vidal, Italien Federico Ermirio, Mexiko Corazón Otero, Griechenland Costas Cotsiolis, Italien Bruno Mattioli                                                      |                            | 1992 |
| 24         | Venezuela Alirio Díaz                                                     | Italien Michele Pittaluga, Frankreich Robert J. Vidal, Vereinigte Staaten Althers Garet, Venezuela Rodrigo Riera, Frankreich René Bartoli, Italien Gianluigi Fia                                                  |                            | 1991 |
| 23         | Venezuela Alirio Díaz                                                     | Italien Michele Pittaluga, Frankreich Robert J. Vidal, Spanien Alberto Ponce, Venezuela Luiz Zea, Puerto Rico Ernesto Cordero, Italien Salvatore Pirrello                                                         |                            | 1990 |
| 22         | Venezuela Alirio Díaz                                                     | Italien Michele Pittaluga, Frankreich Robert J. Vidal, Spanien Antonio Ruiz-Pipó, Argentinien Guillermo Fierens, Kuba Leo Brouwer, Italien Mauro Storti, Italien Giuliano Balestra                                |                            | 1989 |
| 21         | Venezuela Alirio Díaz                                                     | Italien Michele Pittaluga, Frankreich Robert J. Vidal, Frankreich Henry Dorigny, Argentinien Alvaro Company, Japan Ako Ito, Italien Leonardo De Angelis                                                           |                            | 1988 |
| 20         | Venezuela Alirio Díaz                                                     | Italien Michele Pittaluga, Frankreich Robert J. Vidal, Venezuela Inocente Carreño, Argentinien Guillermo Fierens, Brasilien Antonio Crivellaro, Italien Linda Calsolaro                                           |                            | 1987 |
| 19         | Venezuela Alirio Díaz                                                     | Italien Michele Pittaluga, Frankreich Robert J. Vidal, Spanien América Martinez Serrano, Argentinien María Luisa Anido, Niederlande Frans Van de Ven, Italien Armando Marrosu                                     |                            | 1986 |
| 18         | Venezuela Alirio Díaz                                                     | Italien Michele Pittaluga, Frankreich Robert J. Vidal, Spanien Rocio Herrero, Argentinien Alvaro Company, Uruguay Óscar Cáceres, Italien Carlo Palladino                                                          |                            | 1985 |
| 17         | Venezuela Alirio Díaz                                                     | Italien Michele Pittaluga, Frankreich Robert J. Vidal, Mexiko Corazón Otero, Jugoslawien Jovan Jovicich, Brasilien Antonio Crivellaro, Italien Angelo Amato                                                       |                            | 1984 |
| 16         | Venezuela Alirio Díaz                                                     | Italien Michele Pittaluga, Frankreich Robert J. Vidal, Mexiko Corazón Otero, Belgien Augustin Léon Ara, Italien Bruno Mattioli, Italien Ruggero Chiesa                                                            | Italien Guido Ottria       | 1983 |
| 15         | Venezuela Alirio Díaz                                                     | Italien Michele Pittaluga, Frankreich Robert J. Vidal, Italien Aldo Minella, Österreich Karl Scheit, Polen Alexandre Tansman, Niederlande Pieter van der Staak                                                    | Italien Guido Ottria       | 1982 |
| 14         | Venezuela Alirio Díaz                                                     | Italien Michele Pittaluga, Frankreich Robert J. Vidal, Italien Carlo Mosso, Venezuela Antonio Lauro, Brasilien Antonio Crivellaro, Vereinigtes Königreich Gordon Crosskey                                         | Italien Guido Ottria       | 1981 |
| 13         | Venezuela Alirio Díaz                                                     | Italien Michele Pittaluga, Frankreich Robert J. Vidal, Italien Carlo Mosso, Italien Bruno Mattioli, Uruguay Betho Davezac, Tschechoslowakei Barbara Polášek                                                       | Italien Guido Ottria       | 1980 |
| 12         | Venezuela Alirio Díaz                                                     | Italien Michele Pittaluga, Frankreich Robert J. Vidal, Italien Carlo Mosso, Italien Mario Gangi, Brasilien Antonio Crivellaro, Brasilien Arminda Villa-Lobos                                                      | Italien Guido Ottria       | 1979 |
| 11         | Venezuela Alirio Díaz                                                     | Italien Michele Pittaluga, Frankreich Robert J. Vidal, Italien Carlo Mosso, Spanien Enrique Franco, Italien Hans Fazari, Italien Ruggero Chiesa                                                                   | Italien Guido Ottria       | 1978 |
| 10         | Venezuela Alirio Díaz Spanien Joaquín Rodrigo                             | Italien Michele Pittaluga, Frankreich Robert J. Vidal, Italien Carlo Mosso, Spanien José Tomás | Italien Guido Ottria       | 1977 |
| 9          | Venezuela Alirio Díaz                                                     | Italien Michele Pittaluga, Frankreich Robert J. Vidal, Italien Felice Quaranta, Spanien José Tomás, Italien Carlo Cammarota, Vereinigtes Königreich John W. Duarte                                                | Italien Guido Ottria       | 1976 |
| 8          | Venezuela Alirio Díaz                                                     | Italien Michele Pittaluga, Frankreich Robert J. Vidal, Italien Felice Quaranta, Spanien José Tomás, Italien Oscar Ghiglia, Niederlande Pieter van der Staak                                                       | Italien Guido Ottria       | 1975 |
| 7          | Venezuela Alirio Díaz                                                     | Italien Michele Pittaluga, Frankreich Robert J. Vidal, Italien Felice Quaranta, Spanien José Tomás, Italien Giacomo Saponaro, Vereinigtes Königreich John W. Duarte, Italien Aldo Minella, Italien Guido Margaria | Italien Guido Ottria       | 1974 |
| 6          | Venezuela Alirio Díaz                                                     | Italien Michele Pittaluga, Frankreich Robert J. Vidal, Italien Felice Quaranta, Italien Aldo Minella, Italien Giacomo Saponaro, Vereinigtes Königreich John W. Duarte                                             | Italien Guido Ottria       | 1973 |
| 5          | Venezuela Alirio Díaz                                                     | Italien Michele Pittaluga, Frankreich Robert J. Vidal, Italien Felice Quaranta, Italien Aldo Minella, Italien Giacomo Saponaro                                                                                    | Italien Guido Ottria       | 1972 |
| 4          | Venezuela Alirio Díaz                                                     | Italien Michele Pittaluga, Italien Giorgio Pestelli, Italien Felice Quaranta, Italien Aldo Minella, Italien Giacomo Saponaro, Italien Renato Cocito                                                               | Italien Guido Ottria       | 1971 |
| 3          | Venezuela Alirio Díaz                                                     | Italien Michele Pittaluga, Italien Giorgio Pestelli, Italien Felice Quaranta, Italien Aldo Minella | Italien Guido Ottria       | 1970 |
| 2          | Venezuela Alirio Díaz Spanien Andrés Segovia                              | Italien Michele Pittaluga, Italien Giorgio Pestelli, Italien Piero Rattalino Italien Aldo Minella, Italien Luigi Migliazzi, Italien Gigi Marsico                                                                  | Italien Ennio Bassi        | 1969 |
| 1          | Venezuela Alirio Díaz Spanien Andrés Segovia                              | Italien Michele Pittaluga, Italien Luigi Migliazzi, Italien Piero Rattalino, Italien Aldo Minella | Italien Guido Margarita    | 1968 |

## International Composition Competition for Classical Guitar „Michele Pittaluga“

### Regeln
- Die internationale Jury besteht aus mindestens fünf Mitgliedern verschiedener Nationalitäten, die in der Musikwelt einen guten Ruf haben.
- Der erste Preis kann nicht geteilt werden. In besonderen Fällen kann die Internationale Jury verbleibende Preise zu gleichen Teilen vergeben.
- Jeder Komponist ist dafür verantwortlich, die Spielbarkeit seiner Komposition zu verifizieren.
- Die zum Wettbewerb eingereichten Kompositionen müssen unveröffentlicht sein und dürfen niemals zuvor öffentlich aufgeführt worden sein.
- Komponisten aller Nationalitäten und Altersgruppen sind zum Wettbewerb zugelassen.
- Sieger vorangegangener Wettbewerbe dürfen nicht mehr teilnehmen.

### Gewinner
| Wettbewerb | Erster Preis                                                                             | Zweiter Preis                                 | Dritter Preis                                  | Jahr | Thema                                      |
| ---------- | ---------------------------------------------------------------------------------------- | --------------------------------------------- | ---------------------------------------------- | ---- | ------------------------------------------ |
| 11         | Kategorie A (Solo): Italien Marco De Biasi Kategorie B (Duo): Belgien Ganesh Del Vescovo |                                               |                                                | 2016 | Gitarre Solo oder Duo                      |
| 10         | Venezuela Luis Fernando Ochoa                                                            |                                               |                                                | 2012 | Gitarre Solo: ein Thema für den Wettbewerb |
| 9          | Südkorea Kang Kyung Mook                                                                 | Italien Marco De Biasi, Italien Andrea Nosari | Italien Fabio Mengozzi                         | 2010 | Gitarre mit Streichquartett                |
| 8          | Italien Franco Cavallone                                                                 | Nicht vergeben                                | Frankreich Gilbert Clamens, Israel Tal Hurwitz | 2008 | Gitarre Duo oder Trio                      |
| 7          | Japan Takahiro Sakuma                                                                    | Italien Maurizio Billi                        | Nicht vergeben                                 | 2006 | Gitarre mit Flöte, Harfe oder Violine      |
| 6          | Chile Javier Farias                                                                      | Italien Marco Redaelli                        | Israel Johanan Chendler                        | 2004 | Gitarre Solo                               |
| 5          | Italien Marco Gammanossi                                                                 | Italien Carla Rebora                          | Frankreich Éric Pénicaud                       | 2002 | Gitarre Trio                               |
| 4          | Nicht vergeben                                                                           | Italien Davide Luini                          | Italien Massimo Ceccarelli                     | 2000 | Gitarre und Orchester                      |
| 3          | Nicht vergeben                                                                           | Italien Francisco Cavallone                   | Japan Naomi Sekiya                             | 1999 | Quartett mit Gitarre oder Streichquintett  |
| 2          | Italien Paola Brino                                                                      | Niederlande Annette Kruisbrink                | Japan Naomi Sekiya                             | 1998 | Gitarre Duo, Trio oder Quartett            |
| 1          | Italien Alberto Colla                                                                    |                                               |                                                | 1997 | Gitarre Solo                               |

### Jury
| Wettbewerb | Vorsitz                                             | Mitglieder | Jahr |
| ---------- | --------------------------------------------------- | --- | ---- |
| 11         | Frankreich Frédéric Zigante                         | Vereinigte Staaten Ricardo Iznaola, Italien Simone Fontanelli, Italien Davide Anzaghi, Spanien Gabriel Estarellas                                                                             | 2016 |
| 10         | Italien Paolo Ferrara                               | Kuba Marco Diaz Tamayo, Italien Ana Gentile, Argentinien Omar Cyrulnik, Russland Artyom Dervoed, Spanien Francisco Bernier, Spanien Anabel Montesinos                                         | 2012 |
| 9          | Spanien Antón García Abril                          | Kuba Marco Diaz Tamayo, Italien Giovanni Podera, Italien Gilberto Bosco, Australien Brian Finlayson, Griechenland Theodore Antoniou, Brasilien Sérgio Assad                                   | 2010 |
| 8          | Kuba Leo Brouwer                                    | Italien Federico Ermirio, Niederlande Annette Kruisbrink, Frankreich Éric Pénicaud, Italien Davide Anzaghi, Spanien Feliu Gasull, Brasilien Jaime Mirtenbaum Zenamon                          | 2008 |
| 7          | Vereinigte Staaten Ricardo Iznaola                  | Italien Federico Ermirio, Frankreich André Jouve, Uruguay Miguel Patrón Marchand, Italien Paolo Castaldi, Spanien Francisco Bernier, Japan Naomi Sekiya                                       | 2006 |
| 6          | Spanien Antón García Abril                          | Italien Federico Ermirio, Vereinigte Staaten Leonard V. Ball, Griechenland Costas Cotsiolis, Rumänien Walter Krafft, Italien Simone Fontanelli, Bulgarien Atanas Ourkouzounov                 | 2004 |
| 5          | Italien Vittorio Fellegara Italien Bruno Bettinelli | Italien Federico Ermirio, Vereinigte Staaten Robert Beaser, Argentinien Guillermo Fierens, Schweiz Jean Balissat, Italien Giovanni Podera, Frankreich Anthony Girard, Spanien Félix Ibarrondo | 2002 |
| 4          | Italien Bruno Bettinelli Italien Goffredo Petrassi  | Italien Federico Ermirio, Vereinigte Staaten Robert W. Mann, Frankreich Roland Dyens, Schweiz Éric Gaudibert, Italien Giorgio Ferrari, Ungarn Ivan Vandor                                     | 2000 |
| 3          | Italien Luciano Chailly                             | Italien Federico Ermirio, Belgien Jacqueline Fontyn, Argentinien Alvaro Company, Schweiz Carlo Florindo Semini, Spanien Jesús Villa Rojo                                                      | 1999 |
| 2          | Bulgarien Victor Ciuckov                            | Italien Federico Ermirio, Vereinigte Staaten Dušan Bogdanović, Argentinien Guillermo Fierens, Italien Angelo Gilardino, Frankreich Frédéric Zigante, Spanien Antón García Abril               | 1998 |
| 1          | Italien Luciano Chailly                             | Italien Federico Ermirio, Venezuela Alirio Díaz, Puerto Rico Ernesto Cordero, Brasilien Marlos Nobre                                                                                          | 1997 |

## International Junior Talents Competition „Pittaluga Junior“

### Regeln
- Die internationale Jury besteht aus mindestens fünf Mitgliedern verschiedener Nationalitäten, die in der Musikwelt einen guten Ruf haben.
- Nur ein erster Preis wird vergeben.
- Der Wettbewerb besteht aus einer einzigen Runde, die der Öffentlichkeit zugänglich ist.
- Alle Kompositionen müssen aus dem Gedächtnis gespielt werden.
- Solisten aller Nationalitäten sind zum Wettbewerb zugelassen, sofern sie unter 17 Jahre alt sind.
- Sieger der vorangegangenen Wettbewerbe dürfen nicht mehr teilnehmen.

### Gewinner und Jury
| Wettbewerb | Gewinner                        | Juryvorsitz             | Jurymitglieder | Jahr |
| ---------- | ------------------------------- | ----------------------- | --- | ---- |
| 3          | Volksrepublik China Tiange Wang | Frankreich Gaëlle Solal | Italien Micaela Pittaluga, Spanien Anabel Montesinos, Russland Irina Kulikova, Mexiko Cecilio Perera, Italien Adriano Del Sal | 2017 |
| 2          | Slowenien Urbaan Reiter         | Spanien Cecilia Rodrigo | Italien Micaela Pittaluga, Vereinigtes Königreich Michael McMeeken, Frankreich Isabelle Presti, Frankreich Tania Chagnot      | 2015 |
| 1          | Italien Carlotta Dalia          | Italien Angela Colombo  | Italien Micaela Pittaluga, Dänemark Marianne Granvig, Frankreich Frédéric Zigante Spanien Guillem Pérez-Quer                  | 2014 |